# Chris Martin (Fußballspieler)
Christopher Hugh Martin (* 4. November 1988 in Beccles) ist ein in England geborener schottischer Fußballspieler.

## Karriere

### Verein
Chris Martin startete seine Spielerlaufbahn in der Football League Championship 2006/07 bei Norwich City, für die er bereits in der Jugend aktiv gewesen war. Norwich belegte am Saisonende einen Platz im Mittelfeld der Tabelle und Martin (18 Spiele/4 Tore) wurde von Trainer Peter Grant regelmäßig berücksichtigt. Die zweite Spielzeit verlief dafür für ihn weniger glücklich, Martin kam lediglich zu sieben Ligaeinsätzen. Um mehr Spielanteile zu erhalten, wechselte er in der Saison 2008/09 auf Leihbasis zum englischen Viertligisten Luton Town. In Luton profilierte sich Chris Martin schnell als Stammspieler und erzielte in 40 Ligaspielen elf Treffer. Sein neuer Verein war mit 30 Minuspunkten in die Saison gestartet und stieg aufgrund dessen am Saisonende aus der vierten Liga ab.
Bei seiner Rückkehr nach Norwich fand er seinen Verein in der drittklassigen Football League One wieder. Nachdem Norwich in der Saison 2008/09 aus der zweiten Liga abgestiegen war, hatte zu Beginn der aktuellen Saison Paul Lambert den Trainerposten übernommen. Gemeinsam mit seinem Sturmpartner Grant Holt bildete Martin (42 Spiele/17 Tore) ein sehr erfolgreiches Sturmduo, das entscheidend dazu beitrug mit Norwich City die Meisterschaft in der League One zu gewinnen. Die Rückkehr in die Football League Championship 2010/11 wurde durch die Vizemeisterschaft hinter den Queens Park Rangers zusätzlich gesteigert und führte zum Aufstieg in die Premier League. Chris Martin konnte seine Treffsicherheit aus dem Vorjahr nicht konservieren und erzielte lediglich vier Tore in 30 Einsätzen.
Anfang Mai 2013 gab der Zweitligist Derby County die Verpflichtung des Angreifers bekannt. In der Football League Championship 2013/14 erzielte Martin zwanzig Ligatreffer und verpasst durch eine 0:1-Niederlage im Play-off-Finale gegen die Queens Park Rangers denkbar knapp den Aufstieg in die erste Liga. Auch in den nächsten beiden Spielzeiten konnte der Stürmer mit achtzehn bzw. fünfzehn Ligatoren seine Treffsicherheit bewahren.
Am 3. September 2020 wechselte Chris Martin zu Bristol City und unterschrieb einen Vertrag über zwei Jahre. In seiner ersten Saison dort bestritt er 26 von 46 möglichen Ligaspielen, in denen er zwei Tore schoss, sowie je zwei Spiele mit jeweils einem Tor im Pokal und Ligapokal. Dabei wurde er ab Anfang Februar 2021 bis Saisonende nicht mehr eingesetzt. In der nächsten Saison waren es 45 von 46 möglichen Ligaspielen mit zwölf geschossenen Toren und einem Pokalspiel. Entsprechend wurde Mitte März 2022 sein Vertrag um ein Jahr bis zum Ende der Saison 2022/23 verlängert.
In der Saison 2022/23 kam er zu 17 Einsätzen in 28 möglichen Ligaspielen mit einem geschossenen Tor sowie zwei Spielen im Ligapokal. Dabei kam er ab Anfang November 2022 nur noch zu einem Kurzeinsatz. Ende Januar 2023 einigte er sich mit dem Verein über eine einvernehmliche Vertragsaufhebung.
Einige Tage später unterschrieb er bei Zweitligisten Queens Park Rangers einen Vertrag mit einer Laufzeit bis Saisonende. Hier bestritt er alle 16 Ligaspiele, in denen er vier Tore schoss. Mit Saisonende verließ er den Verein wieder.
Zunächst war Martin dann ohne Vertrag, durfte aber bei Bristol Rovers in der EFL League One, der dritthöchsten englischen Liga, mittrainieren. Ende September 2023 schloss er mit diesem Verein einen Vertrag ab, zunächst befristet bis Ende Januar 2024. Ende Januar 2024 wurde sein Vertrag bis Saisonende verlängert, mit der Option der Verlängerung um ein weiteres Jahr. Er bestritt in dieser Spielzeit 34 von 38 möglichen Ligaspielen für den Verein, in denen er 16 Tore schoss, sowie drei Pokalspiele und ein Spiel in der EFL Trophy. Anfang Mai 2024 übte der Verein die Verlängerungsoption aus.

### Nationalmannschaft
Nachdem er zunächst für die englische U-19-Nationalmannschaft gespielt hatte, wechselte er den Verband und bestritt von 2014 bis 2017 siebzehn Länderspiele für die schottische Nationalmannschaft in Rahmen von Freundschaftsspielen sowie Qualifikationsspielen zur Welt- und Europameisterschaft. Für eine Endrunde qualifizierte er sich dabei nicht. 

## Erfolge
- 2009/10: Meister in der Football League One (mit Norwich City)
- 2010/11: Aufstieg in die Premier League (mit Norwich City)